# Ophonus (Metophonus)
Ophonus (Metophonus) – podrodzaj rodzaju Ophonus, chrząszczy z rodziny biegaczowatych, podrodziny Harpalinae i pleminia Harpalini.

## Morfologia
Jeden uszczeciniony punkt nadoczny. Przedplecze o tylnych kątach bez szczecinki. U gatunków europejskich górna powierzchnia ciała niemetaliczna lub tylne kąty przedplecza ostre lub ciało długości nie większej niż 9 mm. Głowa i środkowa część przedplecza mniej lub bardziej regularnie punktowane. Pokrywy w całości punktowane i przynajmniej częściowo owłosione. Włoski na pokrywach wzniesione. Górna powierzchnia stóp owłosiona.

## Występowanie
Do fauny europejskiej należy 27 gatunków. W Polsce występuje ich 8:
- O. cordatus
- O. laticollis
- O. melletti
- O. puncticeps
- O. puncticollis
- O. rufibarbis
- O. rupicola
- O. schaubergerianus

## Taksonomia
Takson opisał w 1897 roku Ernest Marie Louis Bedel. Gatunkiem typowym jest Harpalus syriacus Dejean, 1829.
Do rodzaju tego zalicza się 37 opisanych gatunków:
- Ophonus achilles Sciaky, 1987
- Ophonus austrocaspicus Kataev & Belousov, 2001
- Ophonus berberus Antoine, 1925
- Ophonus brevicollis (Audinet-serville, 1821)
- Ophonus castaneipennis Sciaky, 1987
- Ophonus cordatus (Duftschmid, 1812)
- Ophonus cribratus (Peyron, 1858)
- Ophonus cribrellus Reiche & Saulcy, 1855
- Ophonus cunii Fairmaire, 1880
- Ophonus davatchii (Morvan, 1981)
- Ophonus elegantulus Sciaky, 1987
- Ophonus ferrugatus Reitter, 1902
- Ophonus gabrieleae Wrase, 1987
- Ophonus gammeli (Schauberger, 1932)
- Ophonus hittita Sciaky, 1987
- Ophonus hystrix Reitter, 1894
- Ophonus israelita Brulerie, 1876
- Ophonus jeanneli Sciaky, 1987
- Ophonus judaeus Brulerie, 1876
- Ophonus melletii (Heer, 1837)
- Ophonus ophonoides (Jedlicka, 1958)
- Ophonus parallelus (Dejean, 1829)
- Ophonus puncticeps Stephens, 1828
- Ophonus puncticollis (Paykull, 1798)
- Ophonus rufibarbis (Fabricius, 1792)
- Ophonus rupicola (Sturm, 1818)
- Ophonus sahlbergianus (Lutshnik, 1922)
- Ophonus scharifi (Morvan, 1977)
- Ophonus schaubergerianus (Puel, 1937)
- Ophonus sciakyi Wrase, 1990
- Ophonus stricticollis Tschitscherine, 1893
- Ophonus subsinuatus Rey, 1886
- Ophonus syriacus (Dejean, 1829)
- Ophonus transversus Motschulsky, 1844
- Ophonus veluchianus (G.Muller, 1931)
- Ophonus wrasei Sciaky, 1987
- Ophonus xaxarsi (Schauberger, 1928)